# شویکی (شهرستان سوکوووف)
شویکی (به لهستانی:  Szwejki) یک روستا در لهستان است که در گمینا ستردنگ واقع شده‌است.